# Danijel Milićević
Danijel Milićević (Bellinzona, 5 januari 1986) is een Bosnisch-Zwitsers voetbalcoach en voormalig voetballer die als middenvelder werd uitgespeeld. In 2015 werd hij Belgisch landskampioen met KAA Gent. Na zijn spelerscarrière ging Milićević bij die club van 2021 tot 2025 aan de slag als hulp- en hoofdtrainer. In 2016 debuteerde de middenvelder voor het nationale voetbalelftal van Bosnië en Herzegovina.

## Clubcarrière

### Zwitserland
Milićević speelde in zijn thuisland voor twee ploegen alvorens naar België te trekken. Hij speelde daar voornamelijk in de tweede klasse.

### KAS Eupen
Milićević' eerste buitenlandse avontuur was bij KAS Eupen. Hij hielp de club promoveren naar de Jupiler Pro League. Toen Eupen na één seizoen degradeerde verhuisde Milićević naar Sporting Charleroi, dat toen ook in Tweede klasse speelde.

### Sporting Charleroi
Na een jaar in de Tweede klasse werd Milićević met Charleroi kampioen. In anderhalf jaar in Eerste klasse maakte hij samen met Onur Kaya en David Pollet indruk op andere clubs. Kaya werd aangetrokken door KSC Lokeren, Pollet door RSC Anderlecht en Milićević trok naar KAA Gent.

### KAA Gent
KAA Gent zocht tijdens de winterstop van het seizoen 2013/14 naar meer creativiteit en dacht die te vinden bij Milićević. Hij tekende een contract tot 2017. Milićević werd een belangrijke speler en bleef dat ook in het daaropvolgend seizoen 2014/15. Hij scoorde voor het eerst voor Gent in de thuiswedstrijd tegen SV Zulte-Waregem op 17 augustus 2014 en deed dit meteen tweemaal, waarmee hij Gent de drie punten bezorgde (eindstand 3-1). In het volledige seizoen scoorde hij 10 doelpunten en veroverde hij met Gent de landstitel.
Ook in de daaropvolgende seizoenen bleef Milićević een vaste waarde bij de Buffalo's. In het seizoen 2015/16 scoorde Milićević het eerste doelpunt ooit in de Champions League voor KAA Gent. In de 68ste minuut verschalkte hij de doelman van Olympique Lyon. Het werd uiteindelijk 1-1, waardoor Gent meteen ook zijn eerste punt pakte.
Op 29 januari 2016 verlengde hij zijn contract bij KAA Gent tot 2019. In de 1/16e finales van de Beker van België 2017-18 scoorde Milićević een hattrick tegen ASV Geel (eindstand 2-3).
In het seizoen 2017/18 stond Milićević minder vaak in de Gentse basiself. Tijdens de wintertransferperiode verliet hij de club. In totaal speelde hij in vier jaar tijd 165 wedstrijden voor KAA Gent, waarin hij 33 keer scoorde en 38 assists gaf.

### FC Metz
Milićević vertrok in januari 2018 op huurbasis naar het Franse FC Metz, dat op dat moment laatste stond in de Franse eerste klasse. Hij kon met Metz de degradatie dat seizoen niet meer afwenden.

### KAS Eupen
Op 17 juni 2018 maakte KAS Eupen bekend dat Milićević er een contract voor twee seizoenen had getekend. Zo keerde hij terug naar de club waarmee hij voor het eerst in België uitkwam. Hij kreeg er het rugnummer 77, waarmee hij ook al in Gent speelde. In twee seizoenen speelde hij 43 competitiewedstrijden bij Eupen, waarin hij vijf keer scoorde. Op 9 juni 2020 raakte bekend dat Eupen het aflopende contract van de middenvelder niet verlengde.

### RFC Seraing
In oktober 2020 tekende de intussen 34-jarige middenvelder een contract voor twee seizoenen bij de Belgische tweedeklasser RFC Seraing. Na één seizoen nam hij al afscheid wat ook het einde betekende van zijn professionele spelerscarrière. Zijn allerlaatste wedstrijd was op 3 april 2021 tegen Union SG.

## Interlandcarrière
Op 6 september 2016 maakte Milićević zijn debuut voor Bosnië en Herzegovina in de WK-kwalificatiewedstrijd tegen Estland. Hij viel in deze wedstrijd in de 75ste minuut in en gaf de assist voor het vierde doelpunt van de wedstrijd, die eindigde op een 5-0 overwinning.

## Statistieken
| Seizoen         | Club               | Land                 | Competitie         | Competitie | Competitie | Beker | Beker | Supercup | Supercup | Internationaal | Internationaal | Totaal | Totaal |
| Seizoen         | Club               | Land                 | Competitie         | Wed.       | Dlp.       | Wed.  | Dlp.  | Wed.     | Dlp.     | Wed.           | Dlp.           | Wed.   | Dlp.   |
| --------------- | ------------------ | -------------------- | ------------------ | ---------- | ---------- | ----- | ----- | -------- | -------- | -------------- | -------------- | ------ | ------ |
| 2005/06         | FC Lugano          | Vlag van Zwitserland | Challenge League   | 12         | 2          | 1     | 0     | 0        | 0        | 0              | 0              | 13     | 2      |
| 2005/06         | Yverdon-Sport FC   | Vlag van Zwitserland | Super League       | 17         | 3          | 0     | 0     | 0        | 0        | 0              | 0              | 17     | 3      |
| 2006/07         | Yverdon-Sport FC   | Vlag van Zwitserland | Challenge League   | 24         | 2          | 3     | 3     | 0        | 0        | 0              | 0              | 27     | 5      |
| 2007/08         | Yverdon-Sport FC   | Vlag van Zwitserland | Challenge League   | 31         | 1          | 1     | 0     | 0        | 0        | 0              | 0              | 32     | 1      |
| 2008/09         | KAS Eupen          | Vlag van België      | EXQI League        | 11         | 5          | 0     | 0     | 0        | 0        | 0              | 0              | 11     | 5      |
| 2009/10         | KAS Eupen          | Vlag van België      | EXQI League        | 33         | 8          | 0     | 0     | 0        | 0        | 0              | 0              | 33     | 8      |
| 2010/11         | KAS Eupen          | Vlag van België      | Jupiler Pro League | 28         | 3          | 0     | 0     | 0        | 0        | 0              | 0              | 28     | 3      |
| 2011/12         | Sporting Charleroi | Vlag van België      | Belgacom League    | 29         | 4          | 0     | 0     | 0        | 0        | 0              | 0              | 29     | 4      |
| 2012/13         | Sporting Charleroi | Vlag van België      | Jupiler Pro League | 26         | 3          | 2     | 0     | 0        | 0        | 0              | 0              | 28     | 3      |
| 2013/14         | Sporting Charleroi | Vlag van België      | Jupiler Pro League | 20         | 3          | 1     | 0     | 0        | 0        | 0              | 0              | 21     | 3      |
| 2013/14         | KAA Gent           | Vlag van België      | Jupiler Pro League | 10         | 0          | 2     | 0     | 0        | 0        | 0              | 0              | 12     | 0      |
| 2014/15         | KAA Gent           | Vlag van België      | Jupiler Pro League | 33         | 9          | 4     | 1     | 0        | 0        | 0              | 0              | 37     | 10     |
| 2015/16         | KAA Gent           | Vlag van België      | Jupiler Pro League | 33         | 5          | 4     | 0     | 1        | 0        | 8              | 3              | 46     | 8      |
| 2016/17         | KAA Gent           | Vlag van België      | Jupiler Pro League | 33         | 6          | 3     | 0     | 0        | 0        | 12             | 3              | 48     | 9      |
| 2017/18         | KAA Gent           | Vlag van België      | Jupiler Pro League | 17         | 1          | 3     | 4     | 0        | 0        | 2              | 1              | 22     | 6      |
| 2017/18         | → FC Metz          | Vlag van Frankrijk   | Ligue 1            | 12         | 0          | 1     | 0     | 0        | 0        | 0              | 0              | 13     | 0      |
| 2018/19         | KAS Eupen          | Vlag van België      | Jupiler Pro League | 20         | 0          | 1     | 0     | 0        | 0        | 0              | 0              | 21     | 0      |
| 2019/20         | KAS Eupen          | Vlag van België      | Jupiler Pro League | 23         | 5          | 1     | 0     | 0        | 0        | 0              | 0              | 24     | 5      |
| 2020/21         | RFC Seraing        | Vlag van België      | Eerste klasse B    | 10         | 0          | 1     | 0     | 0        | 0        | 0              | 0              | 11     | 0      |
| Carrière totaal | Carrière totaal    | Carrière totaal      | Carrière totaal    | 422        | 60         | 28    | 8     | 1        | 0        | 22             | 7              | 472    | 75     |

## Erelijst
| Competitie         | Aantal   | Jaren    |
| KAA Gent           | KAA Gent | KAA Gent |
| ------------------ | -------- | -------- |
| Eerste klasse      | 1x       | 2014/15  |
| Belgische Supercup | 1x       | 2015     |

## Trainerscarrière
Half juni 2021 werd Milićević, samen met Nicolas Lombaerts, voorgesteld als nieuwe assistent-trainers bij KAA Gent. Onder hoofdtrainer Hein Vanhaezebrouck was het zijn taak het offensieve compartiment van de ploeg in goede banen te leiden. In januari 2025 nam hij de taak van hoofdtrainer bij KAA Gent over van Wouter Vrancken, die na 6 maanden als coach vertrok na een wisselvallig half seizoen. Met een zesde plaats op het einde van de reguliere competitie loodste hij de Buffalo’s naar de Champions’ Play-offs-eindronde die de landskampioen bepaalt, waarvoor hij werd beloond met een contractverlenging tot medio 2028. In de eindronde ging het helemaal mis met KAA Gent dat negen van zijn tien wedstrijden verloor, waarna Milićević eind mei werd ontslagen.